# Meidias (potier)
Pour l'orateur, voir Midias.
Meidias est un potier grec qui vécut au Ve siècle av. J.-C. Il est connu pour avoir façonné des objets sur lesquels le peintre de Meidias a exercé son art —  le nom de ce peintre est inconnu, on l’a surnommé ainsi du fait qu’il peignit la céramique de Meidias.